# Matheus da Silva
Matheus Estevão da Silva (* 5. März 2001) ist ein brasilianischer Leichtathlet, der sich auf den Hindernislauf spezialisiert hat.

## Sportliche Laufbahn
Erste internationale Erfahrungen sammelte Matheus da Silva im Jahr 2018, als er bei den U18-Südamerikameisterschaften in Ecuador in 6:42,57 min den fünften Platz über 2000 m Hindernis belegte. 2021 gewann er bei den U23-Südamerikameisterschaften in Guayaquil in 3:51,13 min die Bronzemedaille im 1500-Meter-Lauf hinter seinem Landsmann Eduardo Ribeiro und Leandro Pérez aus Argentinien. Im Jahr darauf gelangte er bei den Ibero-Amerikanischen Meisterschaften in La Nucia mit 9:04,65 min auf den zwölften Platz über 3000 m Hindernis und im Oktober gewann er bei den U23-Südamerikameisterschaften in Cascavel in 9:29,01 min die Silbermedaille hinter dem Peruaner Julio Palomino. 2023 belegte er bei den Südamerikameisterschaften in São Paulo in 9:09,07 min den sechsten Platz und gelangte dann im November bei den Panamerikanischen Spielen in Santiago de Chile mit 8:57,90 min auf den sechsten Platz.
2023 wurde da Silva brasilianischer Meister im 3000-Meter-Hindernislauf.

## Persönliche Bestleistungen
- 1500 Meter: 3:43,38 min, 10. Juni 2023 in Lissabon
- 3000 m Hindernis: 8:43,81 min, 20. Mai 2023 in Maia